# مارك إيفانز (مجدف)
مارك إيفانز (بالإنجليزية: Marcus Evans)‏ هو مجدف كندي، ولد في 16 أغسطس 1957 في تورونتو في كندا.

## وصلات خارجية
- مارك إيفانز على موقع الاتحاد الدولي للتجديف (الإنجليزية)
- مارك إيفانز على موقع أوليمبيديا (الإنجليزية)
- مارك إيفانز على موقع اللجنة الأولمبية الكندية (الإنجليزية)